# リドリー・スコット
サー・リドリー・スコット（Sir Ridley Scott, 1937年11月30日 - ）は、イギリスの映画監督・映画プロデューサー。
主にアメリカで活動している。映画監督のトニー・スコットは弟、同じく映画監督のジョーダン・スコットは長女、映像監督のジェイク・スコットは長男、映画監督のルーク・スコットは次男。

## 経歴
3人兄弟の次男として生まれる。ウエスト・ハートブール美術大学でグラフィックデザインや絵画、舞台美術を学び、その後、ロイヤル・カレッジ・オブ・アートに進学し、グラフィック・デザインを専攻する。卒業後、BBCにセット・デザイナーとして入社。やがてドキュメンタリーやテレビドラマの演出をするようになるが、テレビディレクターに限界を感じ、退社した後、CFの制作会社を設立。数多くのCFを制作し、各国の国際映画祭で数々の賞を受賞。手がけたCFの本数は1900本以上にのぼる。
1977年に発表したデビュー作『デュエリスト/決闘者』でカンヌ国際映画祭新人監督賞を受賞。1979年公開の監督作『エイリアン』の世界的大ヒット以降は、活動の拠点を米国に移す。
フィリップ・K・ディックのSF小説『アンドロイドは電気羊の夢を見るか?』を映画化した1982年公開の『ブレードランナー』では難解で暗い内容のために公開当初は評価が分かれたものの、映像化は困難とされていた原作を卓越した手腕で描き、数多くのファンを獲得することに成功する。
1989年の日本を舞台とした刑事ドラマ『ブラック・レイン』では、アメリカからはマイケル・ダグラスやアンディ・ガルシア、日本からは高倉健や松田優作（本作が遺作となった）といった日米の豪華共演が話題を呼び、アメリカのみならず日本でも大ヒットを記録した。
1991年に公開されたロード・ムービー『テルマ&ルイーズ』では自身初のアカデミー監督賞候補となる。
1995年、リドリーと弟のトニーは、映画への貢献に対してBAFTAを受賞した。
1998年、イギリスのサンダーランド大学・人文学の名誉博士、2015年にロイヤル・カレッジ・オブ・アートから名誉博士号を授与される。
2001年、1億ドルを超える制作費と破格の宣伝費を費やした大作『グラディエーター』が第73回アカデミー賞作品賞ならびに第58回ゴールデングローブ賞ドラマ部門作品賞を受賞（自身の監督賞受賞は逃した）。興行的にも世界的大ヒットを記録し、名実ともに不動の地位を確立した。翌年にはソマリア内戦への米軍介入を描いた『ブラックホークダウン』と、『羊たちの沈黙』の続編である『ハンニバル』が公開され、興行的に成功を収める。前者は批評的評価も高く、2年連続のアカデミー監督賞ノミネートを受けた。
2003年、イギリス映画産業への貢献を認められナイトの称号を授与されている。
2004年のBBC世論調査で、イギリスで10番目に影響力のある人物に選ばれた。
2007年、デンゼル・ワシントンとラッセル・クロウが主演を務めた監督作『アメリカン・ギャングスター』が公開される。
2015年、SF映画『オデッセイ』がゴールデングローブ賞 映画部門 作品賞 (ミュージカル・コメディ部門)を受賞し、アカデミー作品賞にもノミネートされる。
2017年には実際に起きた誘拐事件を描いた『ゲティ家の身代金』を発表。公開直前に主要キャストであったケヴィン・スペイシーのセクハラ疑惑による降板により、クリストファー・プラマー代役で再撮影を強いられるという苦難に見舞われたが、公開後には批評家、観客の双方から激賞された。同年には英国アカデミー賞のフェローシップ賞を受賞した。
2021年にはヴェネツィア国際映画祭で長年の功績が認められ、監督・ばんざい!賞を受賞した。

## 人物
BBC時代から映像製作に関するすべての作業に熟達しており、絵コンテの執筆や撮影などを自らの手で行うことも多い。特に作品のイメージをまとめた絵コンテやイメージボードの画力はハイレベルであり、映画愛好家のコレクターズアイテムともなっている。また、撮影に関しては使用するフィルムからレンズ、照明についても熟知しており、そのため、アメリカで映画撮影を行う際には、オペレートなどの点で仕事の範囲を侵犯するため撮影監督と対立し、トラブルを引き起こしたケースが少なくない。
映画界屈指の映像派として知られ、初期の作品では幻想的な映像美が見られるが、美術から照明など細部にわたり構築していく完璧主義がたたり、製作ペースの遅れやスタジオとの対立から数多くのディレクターズカット版が作られるなど辛酸をなめたケースが少なくない。
自他ともに認める几帳面な性格の持ち主。『マッチスティック・メン』公開時のインタビューによると神経質な主人公のキャラクターには自身の性格が投影されているとのこと。
英国の自宅豪邸に日本人女性の高尾慶子（イギリス人に関するエッセイ多数）をハウスキーパーとして雇っていたことがあり、高尾の著書「イギリス人はおかしい」で、スコット家の私生活、性格やその母親とのエピソードを知ることができる。
リドリーは家族に映画のいくつかを捧げている。「ブレードランナー」を兄のフランクに、「ブラックホークダウン」を母親に、「悪の法則」と「エクソダス：神と王」を弟のトニーに捧げている。また、2016年「オデッセイ」がゴールデングローブ賞を受賞したあとにも、亡くなったトニーに敬意を表した。
2013年に無神論者であると述べた。2014年9月におこなわれたBBCのインタビューでも、神を信じているかどうか尋ねられたときに否定している。
2024年、『エイリアン:ロムルス』のプレミアに登場した彼は、Letterboxdに「好きな映画を4本教えてください」と質問され、大きな影響を受けた2本として『2001年宇宙の旅』『スター・ウォーズ エピソード4/新たなる希望』、自らの代表作である『ブレードランナー』、あまり知られていない見事な作品として『人類創生』を挙げた。

## 評価
広告業界では既に成功を収めており、『デュエリスト/決闘者』で映画監督デビューする前、すでに数千本のCMを監督していた。
『テルマ&ルイーズ』（1991）の後は一時期低迷したが、『グラディエーター』（2000）と『ハンニバル』（2001）の世界的ヒットで名声を取り戻した。テレビ業界では、多数のテレビドラマで製作総指揮を担当している。
監督賞には縁が薄く、1977年のカンヌ国際映画祭で新人監督賞（『デュエリスト/決闘者』）を受賞したのみ。これまでにアカデミー監督賞3回、ゴールデングローブ賞監督賞 4回、英国アカデミー賞監督賞2回にノミネートされているが、いずれも受賞を逃している。
作品によっては、『エイリアン』や『ブレードランナー』など映画史に残る傑作と評されることもあるが、『レジェンド/光と闇の伝説』や『ロビン・フッド』などのように酷評されること（『ブレードランナー』も1982年当時は酷評され、興行的にも赤字だったために失敗作の烙印を押された）や、もしくは『悪の法則』のように賛否両論の激しいことが多いことなど、評価が極端に分かれる監督である。

## スタッフ
音楽家のヴァンゲリスは『ブレードランナー』、『1492 コロンブス』のサウンドトラックを担当している。また、ドイツ人作曲家ハンス・ジマーは、1989年の『ブラック・レイン』以降の作品のほとんどに曲を提供している。
編集では『JFK』でオスカーを受賞したシチリア人編集者のピエトロ・スカリアが97年の『G.I.ジェーン』以降、ほぼ全てのスコット作品を編集している。
ロサンゼルスとロンドンに製作会社RSA（リドリー・スコット・アソシエーツ）社を置く。スコットが27歳の時に設立したプロダクションで、CMとミュージックビデオの製作を受注、10名前後の若手監督達が所属している。

## 監督作品

### 映画
| 公開年 | 題名                                                                                       | 役割             | 備考           |
| ------ | ------------------------------------------------------------------------------------------ | ---------------- | -------------- |
| 1965   | 少年と自転車 Boy and Bicycle                                                               | 監督             | 短編映画       |
| 1977   | デュエリスト/決闘者 The Duellists                                                          | 監督             |                |
| 1979   | エイリアン Alien                                                                           | 監督             |                |
| 1982   | ブレードランナー Blade Runner                                                              | 監督             |                |
| 1985   | レジェンド/光と闇の伝説 Legend                                                             | 監督             |                |
| 1987   | 誰かに見られてる Someone to Watch Over Me                                                  | 監督・製作総指揮 |                |
| 1989   | ブラック・レイン Black Rain                                                                | 監督             |                |
| 1991   | キング・オブ・アド King of Ads                                                             | 監督             | オムニバス映画 |
| 1991   | テルマ&ルイーズ Thelma & Louise                                                            | 監督・製作       |                |
| 1992   | 1492 コロンブス 1492: Conquest of Paradise                                                 | 監督・製作       |                |
| 1992   | ディレクターズカット ブレードランナー 最終版 Blade Runner: The Director's Cur              | 監督             |                |
| 1996   | 白い嵐 White Squall                                                                        | 監督・製作総指揮 |                |
| 1997   | G.I.ジェーン G.I. Jane                                                                     | 監督・製作       |                |
| 2000   | グラディエーター Gladiator                                                                 | 監督             |                |
| 2000   | グラディエーター エクステンデッド・エディション Gladiator Extended Edition                 |                  |                |
| 2001   | ハンニバル Hannibal                                                                        | 監督・製作       |                |
| 2001   | ブラックホーク・ダウン Black Hawk Down                                                     | 監督・製作       |                |
| 2001   | ブラックホーク・ダウン エクステンデッド・カット Black Hawk Down Extended Cut               | 監督・製作       |                |
| 2002   | レジェンド/光と闇の伝説 ディレクターズカット Legend Director's Cut                         | 監督             |                |
| 2003   | マッチスティック・メン Matchstick Men                                                      | 監督・製作       |                |
| 2003   | エイリアン ディレクターズ・カット Alien: The Director's Cut                                | 監督             |                |
| 2005   | それでも生きる子供たちへ All The Invisible Children                                        | 監督             | オムニバス映画 |
| 2005   | キングダム・オブ・ヘブン Kingdom of Heaven                                                 | 監督・製作       |                |
| 2005   | キングダム・オブ・ヘブン ディレクターズ・カット Kingdom of Heaven Director's Cut           | 監督・製作       |                |
| 2006   | プロヴァンスの贈りもの A Good Year                                                         | 監督・製作       |                |
| 2007   | アメリカン・ギャングスター American Gangster                                               | 監督・製作       |                |
| 2007   | アメリカン・ギャングスター エクステンデッド・バージョン American Gangster Extended Version | 監督・製作       |                |
| 2007   | ブレードランナー ファイナル・カット Blade Runner: The Final Cut                            | 監督             |                |
| 2008   | ワールド・オブ・ライズ Body of Lies                                                        | 監督・製作       |                |
| 2010   | ロビン・フッド Robin Hood                                                                  | 監督・製作       |                |
| 2012   | プロメテウス Prometheus                                                                    | 監督・製作       |                |
| 2013   | The Vatican                                                                                | 監督             | 日本未公開     |
| 2013   | 悪の法則 The Counselor                                                                     | 監督・製作       |                |
| 2013   | 悪の法則 特別編集版 The Counselor Unrated Extended Cut                                     | 監督・製作       |                |
| 2014   | エクソダス: 神と王 Exodus: Gods and Kings                                                  | 監督・製作       |                |
| 2015   | オデッセイ The Martian                                                                     | 監督・製作       |                |
| 2016   | オデッセイ エクステンデッド・エディション The Martian: Extended Edition                    | 監督・製作       | 日本未公開     |
| 2017   | エイリアン: コヴェナント Alien: Covenant                                                   | 監督・製作       |                |
| 2017   | ゲティ家の身代金 All the Money in the World                                                | 監督・製作       |                |
| 2021   | 最後の決闘裁判 The Last Duel                                                               | 監督・製作       |                |
| 2021   | ハウス・オブ・グッチ House of Gucci                                                        | 監督・製作       |                |
| 2023   | ナポレオン Napoleon                                                                        | 監督・製作       |                |
| 2023   | ナポレオン：ディレクターズ・カット Napoleon: The Director's Cut                            | 監督・製作       |                |
| 2024   | テルマ&ルイーズ 4K Thelma & Louise 4K Restoration                                          | 監督・製作       |                |
| 2024   | グラディエーターII 英雄を呼ぶ声 Gladiator II                                               | 監督・製作       |                |
| 2026   | The Dog Stars                                                                              | 監督・製作       |                |

### テレビシリーズ

#### テレビドラマ
| 年   | 題名                                                 | 役割       | 備考                     |
| ---- | ---------------------------------------------------- | ---------- | ------------------------ |
| 2020 | レイズド・バイ・ウルヴス/神なき惑星 Raised by Wolves | 製作総指揮 | Season1 第1話・第2話監督 |
| TBA  | Alien: Earth                                         | 製作総指揮 |                          |

#### WEB配信ドラマ
| 年  | 題名              | 役割       | 配信局             |
| --- | ----------------- | ---------- | ------------------ |
| TBA | Blade Runner 2099 | 製作総指揮 | Amazon Prime Video |

### TVCM
- 1984 (1984年) - Apple Computerが発売したパーソナルコンピュータ『Macintosh 128K』のテレビコマーシャル。1984年1月22日の第18回スーパーボウルの際に、9000万人の視聴者の前で、全米で一度だけテレビCMとして放送された。

## プロデュース作品
1970年に弟のトニー・スコットと共に映画製作会社スコット・フリー・プロダクションズを設立、製作及び製作総指揮作品は『ゆかいな天使/トラブるモンキー』『明日にむかって…』を除いて、2013年までは全てトニー・スコットと共同でプロデュースしている。また、ジョーダン・スコットやジェイク・スコット監督作品をプロデュースすることもある。
- ゆかいな天使/トラブるモンキー Monkey Trouble（1993） - 製作総指揮
- 明日にむかって… The Browning Version（1994） - 製作
- ザ・ハンガー The Hunger（1997） - テレビドラマ／製作・製作総指揮
- ハンガー/トリロジー The Hunger（1997） - テレビドラマ／製作
- ムーンライト・ドライブ Clay Pigeons（1998） - 製作
- ザ・ハンガー プレミアム The Hunger（1999） - テレビドラマ／製作総指揮
- ザ・ディレクター ［市民ケーン］の真実 RKO 281（1999） - 製作総指揮
- ゲット・ア・チャンス! Where the Money Is（2000） - 製作
- ラスト・デシジョン The Last Debate（2000） - 製作総指揮
- チャーチル/大英帝国の嵐 The Gathering Storm（2002） - 製作総指揮
- NUMBERS 天才数学者の事件ファイル シーズン1～6 Numb3rs（2005–2010） - テレビドラマ／製作総指揮
- イン・ハー・シューズ In Her Shoes（2005） - 製作
- ドミノ　Domino（2005） - トニー・スコット監督作品／製作
- トリスタンとイゾルデ Tristan & Isolde（2006） - 製作総指揮
- ジェシー・ジェームズの暗殺 The Assassination of Jesse James by the Coward Robert Ford（2007） - 製作
- CIA ザ・カンパニー THE COMPANY（2007） - テレビ映画／製作総指揮
- アンドロメダ・ストレイン The Andromeda Strain（2008） - 製作総指揮
- 汚れなき情事 CRACKS（2009） - ジョーダン・スコット監督作品／製作総指揮
- グッド・ワイフ The Good Wife（2009） - テレビドラマ／製作総指揮
- ダークエイジ・ロマン 大聖堂　The Pillars of the Earth（2010） - テレビドラマ／製作総指揮
- 特攻野郎Aチーム THE MOVIE The A-team（2010） - 製作
- クリステン・スチュワート ロストガール Welcome to the Rileys（2010） - ジェイク・スコット監督作品／製作総指揮
- 僕の大切な人と、そのクソガキ Cyrus（2010） - 製作総指揮
- LIFE IN A DAY 地球上のある一日の物語 Life in A Day（2011） - 製作総指揮
- SF界の巨匠たち Prophets of Science Fiction（2011） - テレビドキュメンタリー／製作総指揮・出演
- THE GREY 凍える太陽 The Grey（2012） - 製作
- リンカーンを殺した男 Killing Lincoln（2013） - テレビ映画／製作・製作総指揮
- リピーテッド Before I Go to Sleep（2014） - 製作総指揮
- ヘイロー: ナイトフォール Halo: Nightfall（2015）
- ロスト・エモーション Equals（2015） - 製作総指揮
- 高い城の男 The Man in the High Castle（2015–2019） - テレビドラマ／制作総指揮
- 私とあなたのオープンな関係 Newness（2017）
- ブレードランナー 2049 Blade Runner 2049（2017） - 製作総指揮[9]
- オリエント急行殺人事件（2017） - 製作
- ザ・シークレットマン Mark Felt: The Man Who Brought Down the White House（2017） - 製作
- ゲティ家の身代金 All the Money in the World（2017） - 製作
- シングルマザー ブリジットを探して American Woman（2018） - 製作
- ザ・テラー The Terror（2018–） - テレビドラマ／製作総指揮
- アースクエイクバード Earthquake Bird（2019） - 製作
- ホット・ゾーン The Hot Zone（2019） - 製作総指揮
- 最後のフェルメール ナチスを欺いた画家 The Last Vermeer（2019） - 製作総指揮
- ドーナツキング The Donut King（2021）- 製作総指揮
- ナイル殺人事件 Death on the Nile（2022） - 製作
- ボストン・キラー 消えた絞殺魔 Boston Strangler（2023） - 製作
- 名探偵ポアロ:ベネチアの亡霊 A Haunting in Venice（2023） - 製作
- エイリアン:ロムルス Alien: Romulus（2024） - 製作
- エコー・バレー Echo Valley（2025）- 製作
- The Force（TBA） - 製作総指揮

## 出演作品
- デンジャラス・デイズ/メイキング・オブ・ブレードランナー Dangerous Days: Making Blade Runner（2007）-  出演（メイキング映画）

## 関連書籍
- 『リドリー・スコットの全仕事』（2025）イアン・ネイサン 著　桜井真砂美 訳、阿部清美 監訳（東京ニュース通信社）ISBN　978-4065386842
- 『リドリー・スコット シリーズ映画の巨人たち』（2020）佐野 亨 編集（辰巳出版）ISBN 978-4777826728
- 『リドリー・スコットの世界』（2001）ポール・M. サモン 著　尾之上 浩司 訳（扶桑社）ISBN 978-4594030964